# Un senyoret a Nova York
 
Un senyoret a Nova York (títol original: Stars and Bars) és una pel·lícula estatunidenca, dirigida per Pat O'Connor, estrenada l'any 1988. Ha estat doblada al català.
Adaptació d'un llibre de William Boyd, la pel·lícula és protagonitzada per Daniel Day-Lewis en el paper de Henderson Doors.

## Argument
Un expert d'art britànic (Daniel Day-Lewis) es desplaça a través d'Amèrica amb la finalitat de comprar una pintura de Renoir rara al Sud, però troba alguns personatges esbojarrats en el curs del seu periple.

## Repartiment
- Daniel Day-Lewis : Henderson Dauris
- Harry Dean Stanton : Loomis Gage
- Kent Broadhurst : Ben Sereno
- Maury Chaykin : Freeborn Gage
- Matthew Cowles : Beckman Gage
- Joan Cusack : Irene Stein
- Keith David : Eugene Teagarden
- Spalding Gray : Reverend T.J. Cardew
- Glenne Headly : Cora Gage
- Laurie Metcalf : Melissa
- Bill Moor : Edgar Beeby
- Deirdre O'Connell : Shanda Gage
- Will Patton : Duane Gage
- Martha Plimpton : Bryant
- Rockets Redglare : Peter Gint
- Beatrice Winde : Alma-May